# 고려은단
고려은단은 비타민 C로 유명한 대한민국의 약품 제조회사이다. 